# Јуба Сити (Калифорнија)
Јуба Сити (енгл. Yuba City) град је у америчкој савезној држави Калифорнија. По попису становништва из 2010. у њему је живело 64.925 становника.

## Демографија
Према попису становништва из 2010. у граду је живело 64.925 становника, што је 28.167 (76,6%) становника више него 2000. године.
| Група             | 2000.          | 2010.          |
| Белци             | 21.693 (59,0%) | 30.755 (47,4%) |
| Афроамериканци    | 1.035 (2,8%)   | 1.591 (2,5%)   |
| Азијати           | 3.284 (8,9%)   | 11.190 (17,2%) |
| Хиспаноамериканци | 9.029 (24,6%)  | 18.413 (28,4%) |
| Укупно            | 36.758         | 64.925         |